# Четвёртая книга Царств
Четвёртая книга Царств — в православии именование книги Ветхого Завета, последней из Книг Царств. 
В иудаизме, католицизме и протестантизме именуется «Второй книгой Царей».

## Состав
| Православие  | Иудаизм, западная христианская традиция | Православие            |
| ------------ | --------------------------------------- | ---------------------- |
| Книги Царств | Книга Самуила                           | Первая книга Царств    |
| Книги Царств | Книга Самуила                           | Вторая книга Царств    |
| Книги Царств | Книга Царей                             | Третья книга Царств    |
| Книги Царств | Книга Царей                             | Четвёртая книга Царств |

Согласно иудейскому преданию, автором книги был пророк Иеремия. По другому предположению, книга была составлена книжником Ездрой.

## Содержание
Книга излагает историю Израильского и Иудейского царств до момента их покорения ассирийскими и вавилонскими царями (см. Вавилонский плен).
- Глава 1
  - 1 Охозия, заболев, отправляет послов к Веельзевулу, божеству Аккаронскому, но Илия встречает их и передает царю, что тот умрет;
  - 9 два пятидесятка, посланные взять Илию, пали мертвыми, и пророк идет с третьим, чтобы известить царя о его смерти;
  - 17 смерть Охозии.

- Глава 2
  - 1 Елисей переходит с Илиею Иордан; Илия взят в огненной колеснице на небо;
  - 13 Елисей забирает милоть Илии и возвращается в Иерихон; сыны пророков поклонились ему;
  - 19 Елисей очищает воду истока в Иерихоне;
  - 23 проклинает насмехающихся над ним детей Вефиля; на них напали две медведицы.

- Глава 3
  - 1 Нечестивое царствование Иорама над Израилем;
  - 4 восстание Месы, царя Моавитского, и война против него царей Иуды и Едема вместе с Иорамом;
  - 13 пророчество Елисея об изобилии воды и о поражении моавитян;
  - 21 Моавитяне разбиты; царь Моава приносит человеческую жертву.

- Глава 4
  - 1 Елисей умножением масла спасает вдову от заимодавца;
  - 8 воскрешает сына сонамитянки, которая часто давала ему приют и пропитание;
  - 38 Елисей избавляет сынов пророков от отравления похлебкой;
  - 42 он умножает хлебный начаток, принесенный ему, так что сто человек насытились и еще осталось.
- Глава 5
  - 1 Нееман, военачальник Сирийский, страдающий проказой, отправляется с письмом к царю Израильскому, который отправляет Неемана к Елисею;
  - 9 Нееман исцеляется;
  - 15 Елисей не принял даров Неемана; его слуга, Гиезий, тайно попросил отдать их ему, за что поражён проказой.
- Глава 6
  - 1 Елисей спас топор из воды;
  - 8 тревога царя Сирийского, так как Елисей открывал царю Израильскому тайны Сирийцев;
  - 14 Елисей в Дофаиме окружен большим войском царя Сирийского, но Господь поражает их слепотою; пророк отводит их в Самарию;
  - 20 там они спасены повелением Елисея от избиения, накормлены и отправлены к государю своему;
  - 24 большой голод в Самарии во время осады её Венададом; царь обвиняет Елисея и намеревается убить его.
- Глава 7
  - 1 Елисей предсказывает конец осады Самарии;
  - 3 четверо прокаженных из Самарии пошли в стан Сирийский за хлебом и нашли, что Сирийцы ночью убежали;
  - 9 прокаженные сообщают об этом у ворот города, но царь боится, что это военная хитрость; разведка подтверждает сообщение;
  - 16 полный достаток в Самарии, все слова Елисея исполнились.
- Глава 8
  - 1 Царь вернул землю женщине, сына которой Елисей воскресил;
  - 7 Елисей в Дамаске предсказывает воцарение Азаила над Сириею и великое зло, которое он причинит Израилю; Азаил убивает Венадада и воцаряется вместо него;
  - 16 нечестивое царствование Иорама над Иудою;
  - 20 Едом восстал против Иуды;
  - 25 нечестивое царствование Охозии в Иудее; посещение им больного царя Израильского.
- Глава 9
  - 1 По повелению Елисея Ииуй тайно помазан на царство;
  - 15 он решительно отправляется в Изреель и убивает Иорама;
  - 27 Охозия поражен в Мегиддоне;
  - 30 по приказанию Ииуя Иезавель выброшена из окна.
- Глава 10
  - 1 Ииуй истребляет весь дом Ахава и братьев Охозии;
  - 18 собрав всех священников, пророков и служителей Ваала, он поразил их в доме Ваала в Самарии;
  - 29 Ииуй не отступил от золотых тельцов в Вефиле и Дане и не ходит в законе Господнем;
  - 32 Азаил, царь Сирийский, отнял у Израиля землю на восток от Иордана; смерть Ииуя.
- Глава 11
  - 1 Гофолия истребляет всё царское племя, кроме младенца Иоаса, и царствует над Иудою;
  - 4 священник Иодай сделал заговор с телохранителями, воцарил Иоаса и поразил Гофолию;
  - 17 царь и народ заключили завет с Господом, что будут служить Ему, и разрушили дом Ваала.
- Глава 12
  - 1 Народ приносит серебро для исправления повреждений в храме;
  - 17 Иоас отдал сокровища Азаилу, царю Сирийскому, чтобы тот отступил от Иерусалима;
  - 19 заговор и убийство Иоаса.
- Глава 13
  - 1 Нечестивое царствование Иоахаза над Израилем; Азаил унизил Израиля;
  - 10 царствование Иоахаза над Израилем;
  - 14 умирающий Елисей предсказывает с помощью стрел царя, что Израиль поразит Сирию три раза;
  - 20 Иоас поражает Сириян по слову Елисея.
- Глава 14
  - 1 Амасия царствует в Иудее и поражает Едом;
  - 8 идет войною против Иоаса, царя Израильского, но терпит поражение;
  - 15 кончина Иоаса;
  - 17 Амасия умерщвлен заговорщиками, и Азария (Озия) воцарен вместо него;
  - 23 продолжительное и успешное царствование Иеровоама над Израилем.
- Глава 15
  - 1 Азария поражен проказой, а Иоафам, сын его, управляет народом;
  - 8 поражение Захарии после шестимесячного царствования в Самарии;
  - 13 Селлум, убивший Захарию, сам поражен Менаимом;
  - 17 нечестивое царствование Менаима над Израилем; он дал богатства, собранные с народа, Фулу, царю Ассирийскому, чтобы он отступил от Израиля;
  - 23 поражение Факии, сына Менаима, и воцарение Факея вместо него;
  - 29 царь Ассирийский отводит многих Израильтян в плен в Ассирию; Осия восстал против Факея и воцарился в Самарии;
  - 32 благочестивое царствование Иоафама в Иудее.
- Глава 16
  - 1 Царствование Ахаза в Иудее и нападение на него Рецина, царя Сирийского, и Факея, царя Израильского;
  - 7 Ахаз сокровищами приобретает союзника в царе Ассирийском против Сирийцев;
  - 10 посещая царя Ассирийского в Дамаске, Ахаз посылает повеление священнику Урии сделать жертвенник, подобный дамасскому;
  - 12 по возвращении в Иерусалим он приносит на большом жертвеннике жертву в храме.
- Глава 17
  - 1 Осия вступил в договор с Египтом против царя Ассирийского, который взял его под стражу, осадил Самарию и отвел Израиля в плен в Ассирию; причины, почему Господь допустил разрушение царства Израильского, как предупреждали об этом пророки;
  - 24 народы, переселенные Ассирийцами в землю Израилеву, доносят о бедствиях, посылаемых на них «Богом той земли»;
  - 27 священник Господа послан в Вефиль, чтобы научить народы закону Божию, но они продолжают служить также своим богам.
- Глава 18
  - 1 Езекия, сын Ахаза, царствует в Иудее, служит только Господу, восстает против Ассирийцев;
  - 9 взятие Самарии во время царствования Езекии в Иудее;
  - 13 Сеннахирим, царь Ассирийский, взял многие укрепленные города Иудеи и наложил на Езекию большую подать;
  - 17 Ассирийцы уговаривают Езекию не надеяться на Египет и сдаться, указывая, что Господь повелел им разрушить Иудею;
  - 26 посланный Ассириянин убеждает народ на стенах Иерусалима сдаться, но они молчат.
- Глава 19
  - 1 Езекия посылает послов к Исаие пророку. Исаия предсказывает отступление Ассириян;
  - 8 посланные Ассирийцев снова предупреждают Езекию не надеяться на Ефиоплян;
  - 14 Езекия развернул письмо посланных пред Господом и молит об избавлении;
  - 20 пророк Исаия предсказывает отступление Сеннахирима;
  - 35 его слово немедленно исполняется, и сам Сеннахирим поражен в Ниневии.
- Глава 20
  - 1 Болезнь Езекии, молитва и исцеление;
  - 8 знамение об исцелении;
  - 12 царь показывает все свои сокровища посланным царя Вавилонского;
  - 16 Исаия возвещает, что Иуда со всеми своими сокровищами будет взят в плен в Вавилон.
- Глава 21
  - 1 Нечестивое царствование Манассии и его идолопоклонство;
  - 10 пророки предвещают полное разрушение Иерусалима и Иудеи из-за грехов Манассии; он проливает много невинной крови в Иерусалиме;
  - 19 сын его Аммон царствует два года и делает неугодное пред Господом, подобно отцу своему Манассии;
  - 23 Аммон умерщвлен.
- Глава 22
  - 1 Иосия ходит путями Давида;
  - 3 повелевает первосвященнику исправить повреждения дома Господня;
  - 8 первосвященник Хелкия посылает Иосии найденную в доме Господнем книгу закона; тревога Иосии при слушании слов закона;
  - 14 Олдама пророчица возвещает посланным царя, что все наказания, предсказанные в законе, исполнятся, но Иосия будет помилован за его смирение и покаяние.
- Глава 23
  - 1 Царь читает старейшинам слова книги закона; народ решает вместе с царем соблюдать заповеди;
  - 4 уничтожение всех вещей для идолопоклонства во многих местах;
  - 15 Иосия оскверняет жертвенники в Вефиле и в капищах высот и поражает всех их жрецов;
  - 21 торжественная пасха совершена в Иерусалиме, волшебники и другие мерзости отвергнуты, но Господь не отложил гнева Своего за все грехи Манассии;
  - 29 Иосия выступил против Нехао, царя Египетского, и был умерщвлен им.
  - 31 Иоахаз взят в плен после трехмесячного царствования;
  - 36 фараон Нехао воцарил Иоакима, старшего сына Иосиина.
- Глава 24
  - 1 Нечестивое царствование Иоакима; Вавилон занял место могущественного Египта;
  - 8 воцарение Иехонии вместо отца Иоакима; Иехония, его семья и придворные, а также десять тысяч сильных земли, отведены Навуходоносором в плен в Вавилон;
  - 17 по приказанию Навуходоносора воцарен Седекия, сын Иосии.
- Глава 25
  - 1 Седекия захвачен в Иерихоне при попытке бегства, ослеплен и в оковах отведен в Вавилон;
  - 8 дом Господень, дом царя и все дома большие сожжены и стены города разрушены; весь народ, кроме бедняков, отведен в Вавилон;
  - 13 сокровища дома Господня изломаны; старшие в народе отведены в Ривлу и умерщвлены;
  - 22 Годолия поставлен Навуходоносором начальником над землею, но поражен в Массифе Исмаилом из племени царского;
  - 26 оставшиеся, боясь Халдеев, убежали в Египет;
  - 27 Иехония пользуется в плену милостью царя Вавилонского и получает содержание.